# Rennersdorfer Meilenstein

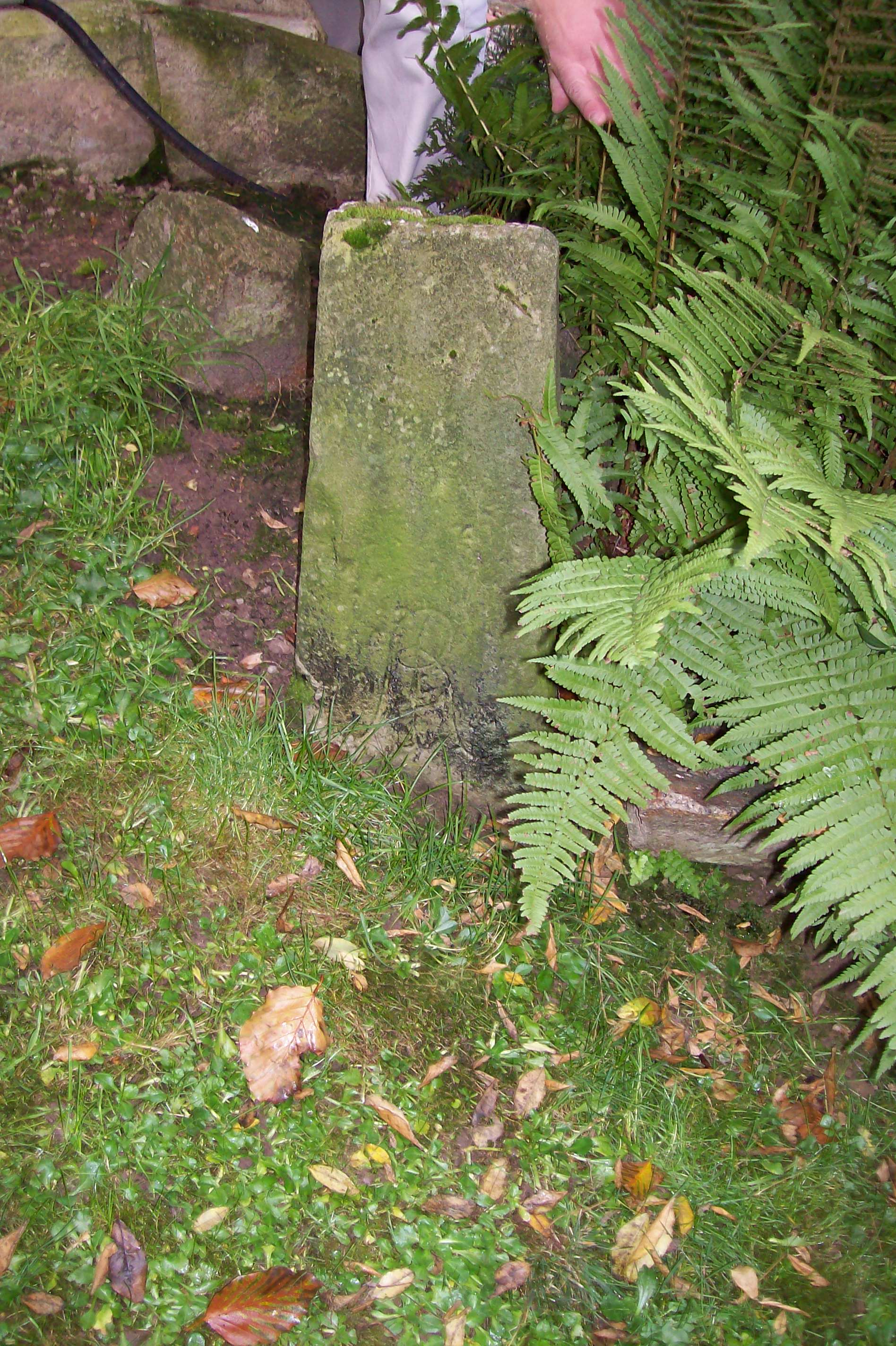
Rest der Ganzmeilensäule in Rennersdorf/OL

Der Rennersdorfer Meilenstein (voller Name: „Kursächsische Ganzmeilensäule Nr. 92“) ist ein Reststück einer Kursächsischen Postmeilensäule aus der Zeit um 1725 vom Postkurs Dresden – Bautzen – Löbau – Zittau mit der Nummer 92. Diese stand ursprünglich in der Nähe von Euldorf im „Eulenholz“. Nach dem Chauseebau im Jahre 1824 fand die Säule an der Straßenkreuzung Herrnhut – Bernstadt – Großhennersdorf, nun mit einem Kopfstück versehen, als Wegsäule  mit einer neuen Inschrift zu ihrer erneuten Aufstellung.
Nach dem Zweiten Weltkrieg  sicherte ein hiesiger Lehrer die unter ungeklärten Umständen zerbrochene historische Wegsäule und brachte ein Reststück mit dem Monogramm „AR“ auf sein Grundstück in Rennersdorf/O.L. Ihm ist es zu verdanken, dass sich dieses Reststück erhalten hat, welches bis zum heutigen Tage die im Volksmund bekannte Bezeichnung für das Flurstück „Am Meilenstein“ versinnbildlicht.